# Кудинов, Константин Сергеевич
Кудинов Константин Сергеевич (род. 24 февраля 1983, Брянск, Брянская область, Россия) — российский спортсмен-рыболов, рыболовный гид, журналист и телеведущий. Он является мастером спорта России, чемпионом страны по ловле спиннингом, а также участником и призёром множества рыболовных турниров в России. Автор многих публикаций в российских рыболовных изданиях.

## Биография
Увлечение Константина Кудинова рыбной ловлей началось в 1999 году, когда владелец рыболовного магазина заметил, как тщательно парень подбирает снаряжение. Познакомившись, Константин Каремулин (известный спиннингист и чемпион мира по береговому спиннингу) - владелец магазина, пригласил Константина на его первые соревнования - городской чемпионат по ловле рыбы на поплавочную удочку. Готовясь к соревнованиям, юноша погрузился в изучение литературы о спортивной рыбалке и ежедневные тренировки для достижения высоких результатов. На первых соревнованиях он показал отличный результат для новичка, заняв 5 место. В 2001 году Константин Кудинов стал чемпионом Саратовской области по поплавочной ловле. В 2003 году он одержал победу на чемпионате Балаково по ловле спиннингом в личном зачёте. В 2006 году, участвуя в первом для себя Чемпионате России по спиннинговой ловле, он в составе команды завоевал 4 место.
Все нас поздравляли с успехом на дебютном турнире высочайшего уровня, а мы стояли расстроенные и понурые. Для меня уже тогда стало ясно, что можно достичь большегоКонстантин Кудинов
В 2008 году молодой спортсмен достиг бронзового приза на соревнованиях и прошёл норматив мастера спорта России. Константин Кудинов регулярно участвовал в небольших региональных турнирах по спортивной рыбалке, часто занимая призовые места. Константин осознал, что это не только увлечение, но и возможность стать профессионалом. Он начал упорно тренироваться, совершенствовать навыки, проводить много времени на водоёмах, изучая поведение рыб и разрабатывая новые методики ловли. Константин Кудинов делился своими знаниями и идеями в блогах, что привлекло внимание специализированных рыболовных изданий. Его статьи стали публиковаться в известных журналах, принося доход. Это дало ему возможность сосредоточиться на профессиональном развитии и достижении успехов на престижных турнирах. После побед во всех региональных номинациях, Константин Кудинов был включён в сборную команду своего региона и стал её представлять на всероссийских соревнованиях национального уровня. В 2011 году на Угличском водохранилище проходил чемпионат России, где спортсмены продемонстрировали отличные результаты: Константин Кудинов завоевал «серебро» в индивидуальном зачёте, а в составе команды с Сергеем Ждановым и Константином Каремулиным они завоевали «золото», став чемпионами соревнований. С тех пор Константин начал участвовать в международных турнирах вместе со сборной. Впоследствии он отличился как чемпион по зимней ловле со льда. В 2013 году национальная команда России завоевала бронзовую медаль на чемпионате мира по ловле рыбы спиннингом в Иванчице, Чехия. Константин делится своими знаниями с рыболовами-коллегами, а также начал заниматься тренерской деятельностью, обучая профессиональной рыбалке. Он консультирует спортсменов из сборной России и других стран Европы.
Для меня очень важно делиться своим опытом, наработками, техническими и тактическими приемами ради общего успеха и дальнейшего развития спортивной ловли. Я рад, что дело, которым я занимаюсь, помогает многим моим коллегам, ученикам и тем, кто просто любит рыбалкуКонстантин Кудинов

### Семья
- Жена - Кудинова Анна Олеговна ( с 2009 года);
- Сын - Кудинов Кирилл Константинович ( 2014 г.р.);
- Дочь - Кудинова Софья Константиновна (2019 г.р.);
- Дочь - Кудинова Ксения Константиновна (2021 г.р.).

## Достижения и спортивные титулы
- 3 место в рейтинге «Лучшие рыболовы года» (2012 год).
- Мастер спорта России.
- Победитель турнира «PAL 2012» (3 место)[6].
- Чемпион России по спиннинговой ловле (2011).
- Серебряный призёр «Чемпионата России по спиннинговой ловле 2011» в личном зачёте[7].
- Бронзовый призёр «Чемпионата России 2008».
- Серебряный призёр всероссийских соревнований «АРОРС» по спиннинговой ловле 2007.
- Чемпион всероссийских соревнований «АРОРС» по зимней блесне 2010.
- Бронзовый призёр турнира «Мемориал Оскара Соболева 2021».
- Бронзовый призёр «Кубка Чемпионов USAL 2023».

### Статистика турнира PAL
| Турнир   | Итоговый рейтинг, место | Экипаж               | Итоговый рейтинг, баллы |
| -------- | ----------------------- | -------------------- | ----------------------- |
| PAL 2022 | 11                      | Ферафонтов — Кудинов | 447.5                   |
| PAL 2018 | 11                      | Кудинов-Чертков      | 562                     |
| PAL 2017 | 7                       | Кудинов-Чертков      | 665                     |
| PAL 2016 | 8                       | Кудинов-Чертков      | 623                     |
| PAL 2015 | 13                      | Кудинов-Чертков      | 543                     |
| PAL 2014 | 11                      | Кудинов-Чертков      | 566                     |
| PAL 2013 | 22                      | Кудинов — Жданов     | 433                     |
| PAL 2012 | 3                       | Кудинов — Жданов     | 690                     |

В 2014 году во время второго этапа рыболовного турнира PAL 2014 экипаж Кудинов — Чертков побил рекорд турнира в номинации «Самый крупный язь», поймав его весом 1360 грамм.
Напарники:
Сергей Жданов (2010-2013).
Василий Чертков (2014-2019).
Радамес Афлятонов (2019-2021).
Андрей Ферафонтов (2022).
Вероника Дичка (2023-нв).

## Медиа
Видео Константина Кудинова выходят на ютуб канале.